# Gpg4win
Gpg4win es un paquete de cifrado de correo electrónico y archivos para la mayoría de las versiones de Microsoft Windows, que utiliza criptografía de clave pública GnuPG para el cifrado de datos y firmas digitales.
La creación original de Gpg4win fue apoyado por la Oficina Federal para la Seguridad de la Información de Alemania. Sin embargo Gpg4win y todas las herramientas que se incluyen son de software libre y de código abierto, y es por lo general la opción no propietaria de la vida privada recomendada para los usuarios de Windows.